# Елидски рат
Елидски рат је назив за сукоб који је од 365. до 362. године п. н. е. потресао Хеладу. Део је Тебанске хегемоније, а окончан је битком код Мантинеје.

## Рат
Сукоб Аркадије и Елиде (због Трифилије) изазвао је избијање тзв. Елидског рата који се водио за контролу над Олимпијом и њеним богатим храмовима. Битке су вођене на територији самог „светог гаја“ у јеку олимпијских свечаности. Чувени Зевсов храм у Олимпији претворен је у тврђаву. На крају су победу однели Аркађани. Благо које су добили освајањем олимпијских храмова користили су за плаћање најамника. Богатство се користило и за утврђивање демократије и пружања помоћи најсиромашнијем становништву. Међутим, против трошења новца задобијеног од пљачке светиња побунили су се конзервативни елементи аркадијског савеза – северна Аркадија и Мантинеја. Они су настојали да аркадијску владу лише могућности трошења новца. Центар конзервативних држава био је у Тегеји. Демократски део Аркадије позвао је Тебу у помоћ и, са одредом од 300 тебанских хоплита, напало Тегеју. То је изазвало коначан расцеп и поделу Аркадије на два табора. Мантинеја и остале конзервативне државе прогласиле су рат Теби и склопили савез са Атином, па чак и са Спартом.
Елидски рат угрозио је целокупан тебански поредак на Пелопонезу успостављен након битке код Леуктре. Беотијска војска 362. године извршава нови напад на Пелопонез. Главни окршај вођен је код Мантинеје (362. година п. н. е.). Епаминонда је користио тактику косог строја која му је донела победу код Леуктре (371. п. н. е.). Када је победа била на домаку, Епаминонда је погинуо у првим редовима. Нико се није нашао да га замени. Тебанска војска се распала. Хоплити су одбили да гоне Тебанце који су се повукли у Беотију. Тако је битка код Мантинеје завршена неодлучним исходом. Зараћене стране ступиле су у преговоре. Закључен је мир коме је признато моментално стање. Аркадија је остала раздвојена. Спарта је одбила да потпише мир због тога што је Месенија задржала независност.